# Metropolitan Opera

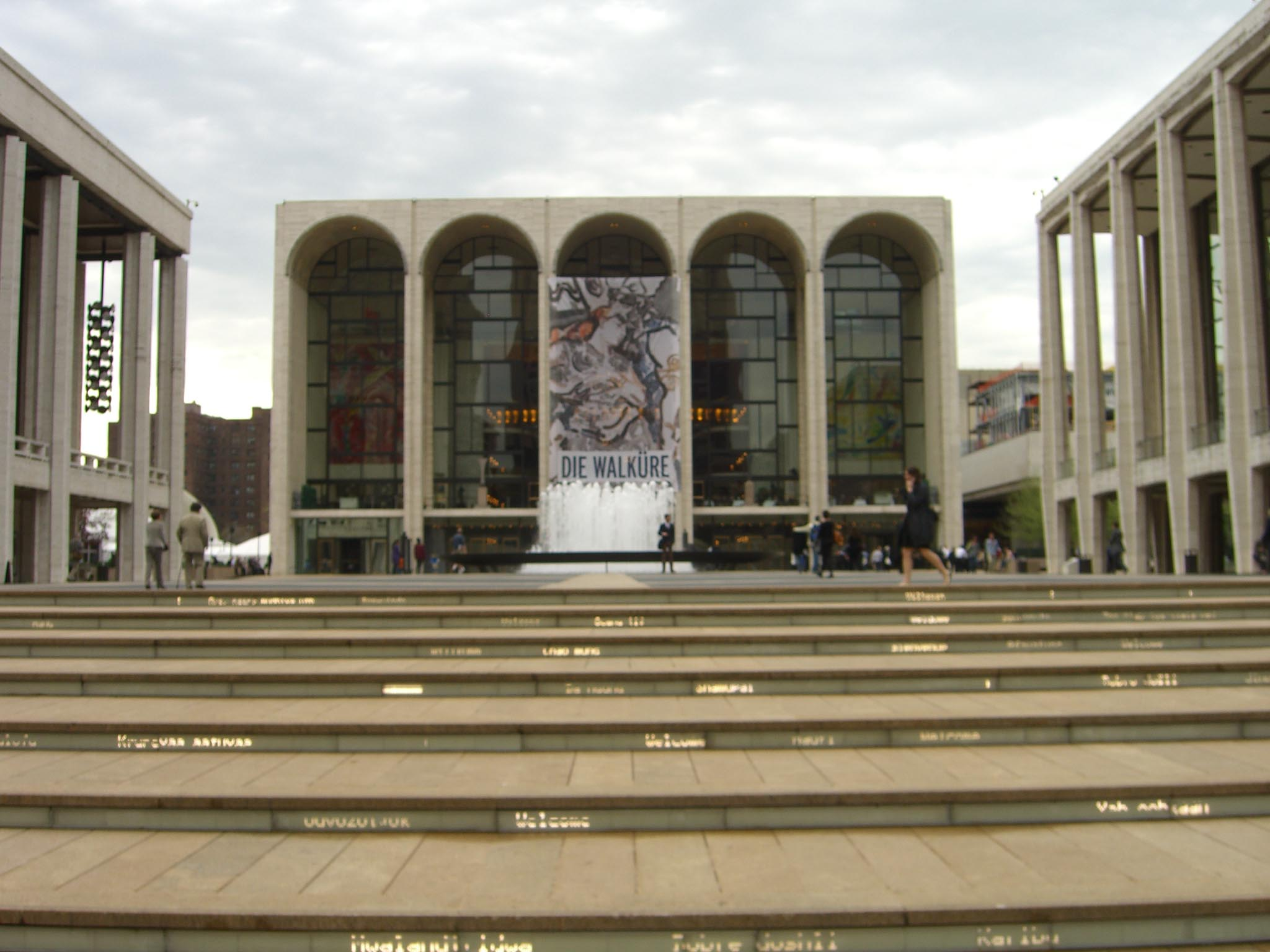
„Metropolitan Opera” din New York

Metropolitan Opera este un teatru de operă situat în renumitul Lincoln Center for the Performing Arts în New York. 
Metropolitan Opera Association este cea mai mare organizație de muzică clasică din America, prezentând anual aproximativ 240 de spectacole de operă. 
Sediul companiei este Metropolitan Opera House, una dintre cele mai importante scene de operă din lume. 
„MET”, cum mai este numită uneori, este doar una din cele 12 organizații rezidente la Lincoln Center.